# Forsby socken
Forsby socken i Västergötland ingick i Kåkinds härad, ingår sedan 1971 i Skövde kommun och motsvarar från 2016 Forsby distrikt.
Socknens areal är 12,80 kvadratkilometer varav 12,71 land. År 2000 fanns här 192 invånare. Kyrkbyn Forsby med sockenkyrkan  Forsby kyrka ligger i socknen.

## Administrativ historik
Socknen har medeltida ursprung. 
År 1856 överfördes en del av Forsby socken till Skövde socken, där dock jordebokssocknen överfördes först 1885. År 1916 bildades Öms socken av detta område. 
Vid kommunreformen 1862 övergick socknens ansvar för de kyrkliga frågorna till Forsby församling och för de borgerliga frågorna bildades Forsby landskommun. Landskommunen uppgick 1952 i Värsås landskommun som upplöstes 1971 då denna del uppgick i Skövde kommun. Församlingen uppgick 2002 i Sventorp-Forsby församling.
1 januari 2016 inrättades distriktet Forsby, med samma omfattning som församlingen hade 1999/2000.  
Socknen har tillhört län, fögderier, tingslag och domsagor enligt vad som beskrivs i artikeln Kåkinds härad. De indelta soldaterna tillhörde Skaraborgs regemente och Västgöta regemente, Kåkinds kompani.

## Geografi
Forsby socken ligger öster Skövde med Ösan i väster. Socknen är en odlad slättbygd med viss skog i nordost.

## Byar och hemman
Forsby socken består historiskt av nedan listade byar och enstaka hemman. Fram till 1884 omfattade Forsby också de byar och hemman som ingår i Öms socken som bildades 1917. När en by har flera hemman anges också hemmansnumren.
- Askestorp, by med två hemman (1 Östergården och 2 Västergården) samt en kvarn (se Hasslumsbro).
- Forsby, socknens kyrkby med fem hemman (1 Skattegården, 2 Sörgården, 3 Stommen, 4 Millomgården och 5 Lillegården). Forsby kyrka ligger på byns mark.
- Gammalstorp, ett hemman, tillika säteri (1) samt en kvarn (2) och en såg (3). Säteriet beskrivs så här i Historiskt-geografiskt och statistiskt lexikon öfver Sverige (1862): Egendomen är bebyggd för ståndspersoner och har sädesmagasin, mälthus, bränneri, mjölqvarn, såg m. m., allt förträffligt inrättadt. Rundtomkring ligga åkergärden och löfrika ängar samt närmast gården trädgårdar med drifbänkar, m. m. Åkerjorden består af lera och lermylla. Skogen af gran och furu är betydlig. Till egendomen hörer äfven en torfmosse. Egare var år 1812 kornetten Johan Gustaf Dalman, som ansenligen förbättrade egendomen. Nuvarande egaren är possessionaten A.G. Wedelin.[8]
- Hasslumsbro (eller Askestorpa kvarn), en tullkvarn, belägen å Askestorp nr 2 vid landsvägsbron över ån Ösan öster om byn Hasslum i Skövde stadsförsamling
- Huseby, ett hemman (1) och en tomt (2). Enligt Svenska gods och gårdar (1942) brukades de tillsammans och omfattade 160 hektar varav 110 hektar åker. Huvudbyggnaden om tio rum och kök antogs vara uppförd på 1600-talet och påbyggd med en våning på 1700-talet. På gården fanns 7 hästar, 2–3 unghästar, omkring 35 kor och 25 ungdjur samt svin och höns till husbehov.[9]
- Högåsen, enstaka hemman.
- Karstorp, enstaka hemman.
- Låcketorp, enstaka hemman.
- Nolskogen, enstaka hemman, första gången i jordeboken 1611. Lydde på 1940-talet under Knistad i Sventorps socken.[10]
- Stämmorna, en kronoäng, första gången i jordeboken 1736, senare ett torp under Asketorp Västergården.
- Åkatorp, ett hemman (1) och ett kronotorp (2). Namnet Åkatorp används inte, hemmanet hör till i säteriet Gammalstorp.

## Fornlämningar
Forsby kyrka är byggd på en kungshög med 40x 45 meters diameter. Från järnåldern finns ett gravfält, stensättningar och domarringar.

## Namnet
Namnet skrevs 1328 Forsby och kommer från kyrkbyn. Efterleden är by, 'gård; by'. Förleden fors kan här inte ha sin vanliga betydelse, tolkningen vattendrag har föreslagits.